# Cmentarz mariawicki w Sierakowicach Prawych
Cmentarz mariawicki w Sierakowicach Prawych – nieczynny cmentarz mariawicki we wsi Sierakowice Prawe w województwie łódzkim, w powiecie skierniewickim, w gminie Skierniewice. Cmentarz zlokalizowany jest przy drodze Łowicz-Skierniewice.

## Opis
Cmentarz powstał w I połowie XX wieku. Ulokowany jest poza zabudową wsi przy drodze Łowicz-Skierniewice. Ostatni nagrobek pochodzi z 1970 roku. 
Obiekt ujęty jest w Gminnej Ewidencji Zabytków. 